# Jo Andres
Jo Andres (Wichita, Kansas, 1954. május 21. – Park Slope, Brooklyn, 2019. január 6.) amerikai koreográfus, filmkészítő. Férje Steve Buscemi színész, filmrendező.
Az Ohio Egyetemen tanult, ahol 1980-ban táncművészeti diplomát szerzett, 1984-ben pedig a mesterképzést is elvégezte. Táncszakértője volt a The Wooster Groupnak. Több jelentős művészeti egyetemen dolgozott. 1996-ban készített Black Kites című filmjét több filmfesztiválon bemutatták és számos díjat nyert vele.

## Filmjei
- What Happened to Pete (1992, szerkesztő, rendező Steve Buscemi)
- Black Kites (1996, rendező, szerkesztő, speciális effektek)
- Piece of Cake (1998, rendező, zenei videó Mimi Goese dalára)
- Hajó, ha nem jó (The Impostors) (1998, koreográfus)
- Lillian Kiesler: On The Head Of A Pin (2000, rendező)